# Hexatylus brevicaudatus
Hexatylus brevicaudatus är en rundmaskart. Hexatylus brevicaudatus ingår i släktet Hexatylus och familjen Neotylenchidae. Inga underarter finns listade i Catalogue of Life.